# Ariane (album de bande dessinée)
Pour les articles homonymes, voir Ariane.
Ariane est le cinquième album de la série de bandes dessinées Balade au bout du monde.

## Synopsis
Victime des effets de la pierre de folie, Arthis passe cinq années en hôpital psychiatrique, avant de guérir subitement.
Libéré, il retrouve Anne, pour découvrir qu’elle est désormais en couple et mère d’une petite fille. Un peu désemparé, se sentant déphasé dans ce monde qui a évolué sans lui, il décide de quitter Paris.
Le produit de la vente de ses livres de photographies l’ayant mis à l’abri du besoin pour plusieurs années, il repart au hasard des routes avec ses appareils, à la recherche du plaisir qu’il éprouvait autrefois en exerçant son métier.
Arrivé dans une ville de province, il s’installe à l’hôtel et passe ses journées dehors à mitrailler, mais est systématiquement déçu de son travail. Un jour, il photographie par hasard une jolie jeune passante au regard triste, qui ne le remarque même pas. Touché par cette apparition, et enfin satisfait des clichés qu’il en a fait, il commence à se prendre de passion pour cette mystérieuse inconnue, qu’il a baptisée Ariane, en référence au fil du même nom.
Pendant toute une semaine, il l’attend chaque jour au même endroit. Lorsqu’elle réapparait, il la suit discrètement jusque chez elle. La semaine suivante, Ariane est victime d’un évanouissement en pleine rue.
En la raccompagnant chez elle, Arthis découvre qu’elle vit avec sa vieille tante, Karine Evans, une psychiatre renommée, ainsi qu’une dizaine de malades mentaux sur lesquels cette dernière expérimente une thérapie musicale basée sur des mélodies indiennes.
De plus en plus obsédé par la jeune femme, Arthis s’introduit par escalade dans son jardin, où il s’interpose entre elle et un patient en pleine crise de démence. Reconnaissante, Madame Evans autorise Arthis à fréquenter sa nièce, à titre amical seulement en raison de la très grande fragilité psychologique de cette dernière.
En effet, aux dires de sa tante, Ariane aurait subi un fort traumatisme lié à des expériences parapsychologiques en Inde. La thérapie musicale a sur elle des effets bénéfiques, mais intermittents, raison pour laquelle elle souffre par moments de désorientation.
À force de les fréquenter, Arthis finit cependant par soupçonner qu’un mystère plus épais plane autour des deux femmes.